# T-99
T-99 is een Nederlands rootsrocktrio dat sinds 2000 actief is. De band maakt een eclectische mix van rock-'n-roll, blues, country, surf en soul.

## Geschiedenis
De band werd opgericht door Mischa den Haring (zang/gitaar), Thijs Gorter (contrabas/basgitaar) en Henk Punter (drums) in 2000. Het debuutalbum Coo-Coo, dat door Seatsniffer-frontman Walter Broes werd geproduceerd, verscheen in 2001. Het trio speelde onder andere op het Peer Rhythm & Blues Festival en festivals in binnen- en buitenland. Na het vertrek van drummer Henk Punter in 2002 nam Martin de Ruiter (drums en zang) zijn plek over. Een jaar later maakte bassist Thijs Gorter plaats voor Donné la Fontaine (contrabas/slaggitaar). Niet lang daarna kwam het deels in Tucson (Arizona) opgenomen album Strange Things Happen uit, dat geproduceerd werd door Teddy Morgan. Na het verschijnen van het tevens door Teddy Morgan geproduceerde album Cherry Stone Park in 2005 stond het trio onder meer op Noorderslag, Popkomm in Berlijn en het North Sea Jazz Festival. In 2007 kwam het album Vagabonds uit. Dit album werd opgepikt door BBC-radiodiskjockey Mark Lamarr die de band exclusief uitnodigde voor zijn populaire programma God's Jukebox om een livesessie op te nemen. Het album werd ook in Engeland uitgebracht en enkele tournees volgden. In 2010 werkte T-99 mee aan theaterproductie The Freak en twee jaar later werd hun muziek gebruikt in de internationaal uitgebrachte speelfilm Black Out. In 2010 besloot de band een rustpauze in te lassen om aan andere projecten deel te nemen. In 2015 kwam de groep terug met het verzamelalbum The Various Sounds of T-99 op Excelsior, gevolgd door  een uitgebreide club- en festivaltournee. In 2016 verscheen het door band zelf geproduceerde album Bedlam!, waarna tevens uitgebreid werd getoerd.

## Discografie

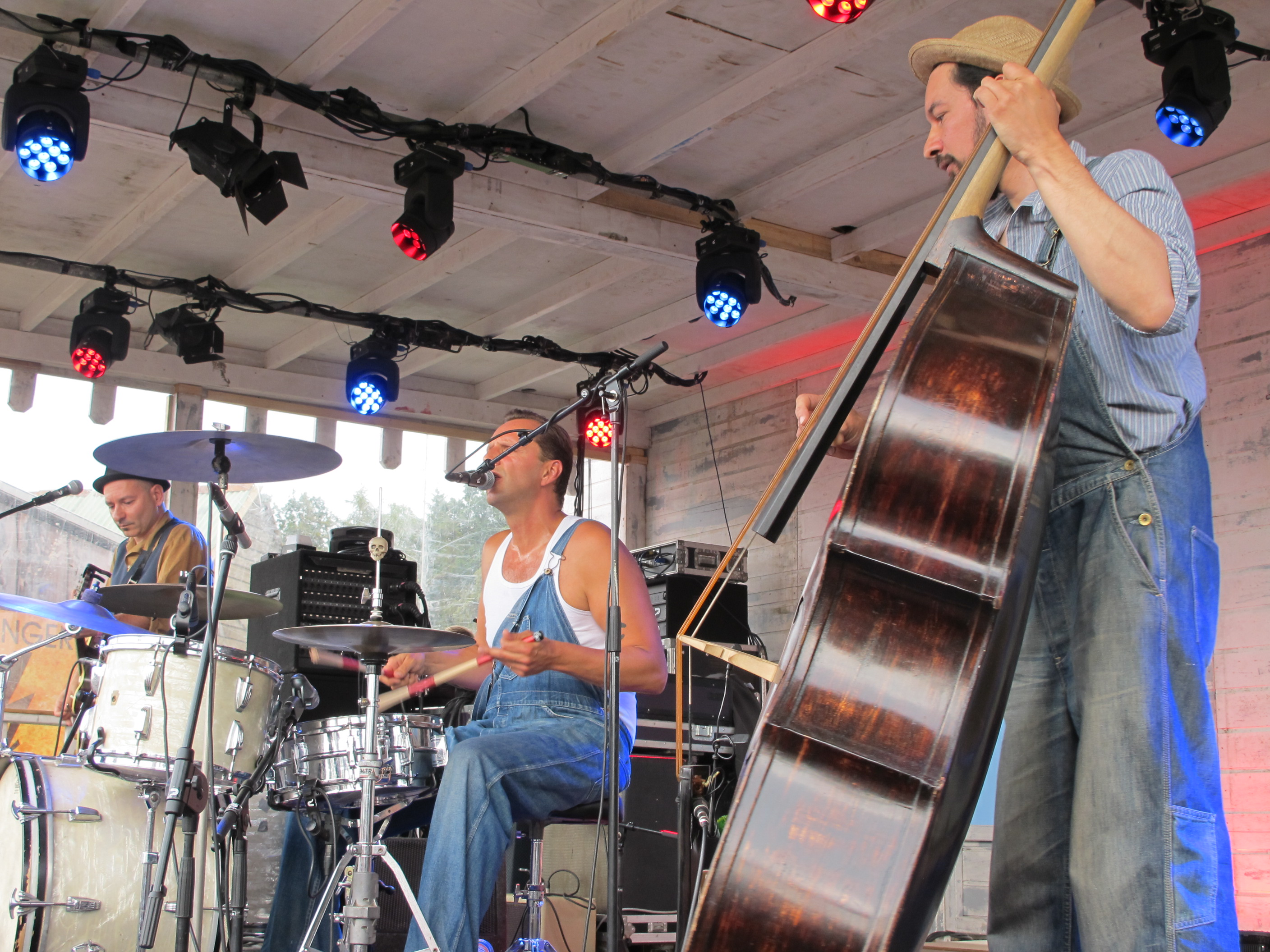
T-99 op de Zwarte Cross in 2015

### Albums
- 2001: "Coo-Coo" (Cool Buzz)
- 2003: "Strange Things Happen" (Sonic Rendezvous)
- 2005: "Cherry Stone Park" (Sonic Rendezvous)
- 2007: "Vagabonds" (Cool Buzz)
- 2015: "The Various Sounds Of T-99" (Excelsior Recordings)
- 2016: "Bedlam!" (Goomah Music)

### Singles & ep's
- 2006: "Strange Cherries" (vinyl ep)
- 2007: "Sun" (digitale versie)
- 2016: "Motorcycle Years" (digitale versie)